# Франсіско Фогес
Франсіско Фогес (ісп. Francisco Fogués; нар. 6 серпня 1977) — колишній іспанський тенісист.
Найвищу одиночну позицію світового рейтингу — 179 місце досяг 1 грудня 2003, парну — 351 місце — 7 квітня 1997 року.

## Фінали ATP Челленджер і ITF Ф'ючерс

### Одиночний розряд: 13 (6–7)
| Легенда              |
| -------------------- |
| ATP Челленджер (0–2) |
| ITF Ф'ючерс (6–5)    |

| Фінали за покриттям |
| ------------------- |
| Тверде (2–1)        |
| Ґрунт (4–6)         |
| Трава (0–0)         |
| Килим (0–0)         |

| Результат | В-П | Дата     | Турнір                          | Рівень     | Покриття | Суперник                   | Рахунок            |
| --------- | --- | -------- | ------------------------------- | ---------- | -------- | -------------------------- | ------------------ |
| Поразка   | 0–1 | Жов 2000 | Іспанія F11, Барселона          | Ф'ючерс    | Ґрунт    | Дієґо Іппердінгер          | 3–6, 2–6           |
| Перемога  | 1–1 | Жов 2000 | Іспанія F12, Мартос (Хаен)      | Ф'ючерс    | Тверде   | Джейсон Кук                | 4–6, 7–6(8–6), 6–2 |
| Перемога  | 2–1 | Лип 2001 | Іспанія F2, Ельче               | Ф'ючерс    | Ґрунт    | Маріано Альберт-Феррандо   | 7–5, 6–2           |
| Перемога  | 3–1 | Лип 2001 | Іспанія F3, Гандія              | Ф'ючерс    | Ґрунт    | Маріо Муньйос-Бехарано     | 6–2, 6–4           |
| Поразка   | 3–2 | Вер 2001 | Іспанія F12, Барселона          | Ф'ючерс    | Ґрунт    | Оскар Буррієса-Лопес       | 3–6, 1–6           |
| Поразка   | 3–3 | Чер 2002 | Фінляндія F1, Savitaipale       | Ф'ючерс    | Ґрунт    | Зімон Гройль               | 6–7(4–7), 2–6      |
| Перемога  | 4–3 | Лют 2003 | Іспанія F3, Лорка               | Ф'ючерс    | Ґрунт    | Мігель Анхель Лопес Хаен   | 6–2, 7–5           |
| Поразка   | 4–4 | Бер 2003 | Франція F6, Лілль               | Ф'ючерс    | Тверде   | Стефано Пескосолідо        | 3–6, 6–3, 4–6      |
| Поразка   | 4–5 | Кві 2003 | Іспанія F6, Рокафорт (Валенсія) | Ф'ючерс    | Ґрунт    | Херман Пуентес             | 6–1, 4–6, 3–6      |
| Перемога  | 5–5 | Кві 2003 | Іспанія F8, Шабія               | Ф'ючерс    | Ґрунт    | Мігель Анхель Лопес Хаен   | 6–3, 6–1           |
| Поразка   | 5–6 | Сер 2003 | Трані, Італія                   | Челленджер | Ґрунт    | Мартін Вассальйо Аргуельйо | 3–6, 5–7           |
| Поразка   | 5–7 | Сер 2003 | Бриндізі, Італія                | Челленджер | Ґрунт    | Гало Бланко                | 5–7, 6–1, 5–7      |
| Перемога  | 6–7 | Вер 2004 | Іспанія F24, Мадрид             | Ф'ючерс    | Тверде   | Марко Мірнеґґ              | 2–6, 7–5, 6–1      |

### Парний розряд: 1 (0–1)
| Легенда              |
| -------------------- |
| ATP Челленджер (0–0) |
| ITF Ф'ючерс (0–1)    |

| Фінали за покриттям |
| ------------------- |
| Тверде (0–0)        |
| Ґрунт (0–1)         |
| Трава (0–0)         |
| Килим (0–0)         |

| Результат | В-П | Дата     | Турнір              | Рівень  | Покриття | Партнер       | Суперники                             | Рахунок            |
| --------- | --- | -------- | ------------------- | ------- | -------- | ------------- | ------------------------------------- | ------------------ |
| Поразка   | 0–1 | Бер 2006 | Італія F4, Сиракуза | Ф'ючерс | Ґрунт    | Пабло Андухар | Жерон Массон Габріель Трухільйо-Солер | 6–1, 1–6, 6–7(5–7) |